# Conferencia Regional sobre la Mujer de América Latina y el Caribe
La Conferencia Regional sobre la Mujer de América Latina y el Caribe es uno de los órganos subsidiarios de la Comisión Económica para América Latina y el Caribe (CEPAL), constituye el principal foro intergubernamental sobre los derechos de las mujeres y la igualdad de género en la región. Reúne a los Estados de América Latina y el Caribe, con una frecuencia no superior a tres años, con el propósito de examinar la situación regional y subregional sobre la autonomía y los derechos de las mujeres, plantear recomendaciones en materia de políticas públicas de igualdad de género, realizar evaluaciones periódicas de las actividades llevadas a cabo en cumplimiento de los acuerdos regionales e internacionales y ofrecer un foro para el debate sobre los derechos de las mujeres. Participan los Estados miembros de la CEPAL, los miembros asociados y los observadores con carácter consultivo, además participan como observadores fondos, programas y organismos especializados de las Naciones Unidas y otras instituciones autónomas, organizaciones intergubernamentales y organizaciones no gubernamentales contando con la activa participación del movimiento feminista y de mujeres.
Desde 1977 ha constituido el principal foro de negociación de una agenda regional de género congregando a las autoridades gubernamentales de más alto nivel encargadas de los temas relativos a la situación de las mujeres y de las políticas públicas dirigidas a velar por la igualdad de género en los países de la región. Durante su trayectoria ha permitido la consecución de consensos, acuerdos y compromisos que se conoce como la Agenda Regional de Género.
Se ha destacado a América Latina y el Caribe como la única región del mundo donde, desde hace más de cuatro décadas y de manera ininterrumpida, los Estados se reúnen para debatir y comprometerse políticamente a erradicar la discriminación hacia las mujeres y las niñas así como la desigualdad de género y avanzar hacia la garantía del pleno ejercicio de la autonomía y los derechos humanos de las mujeres y las niñas.

## Antecedentes
En 1977, durante la Primera Conferencia Regional sobre la Integración de la Mujer en el Desarrollo Económico y Social de América Latina, los Gobiernos participantes aprobaron el primer Plan de Acción Regional para la Integración de la Mujer en el Desarrollo Económico y Social de América Latina. A partir de entonces, otorgaron a la CEPAL el mandato de convocar con carácter permanente y regular, a esta instancia intergubernamental, que desde el año 2000, se denomina Conferencia Regional sobre la Mujer de América Latina y el Caribe y que en 2020 celebra su XIV versión.
Desde su origen, los países de la región han desarrollado un ejercicio único en el mundo al constituir un foro intergubernamental organizado con regularidad que constituye un espacio de diálogo, debate y análisis sobre la situación de las mujeres, sus derechos y autonomía. Este proceso regional en muchos momentos ha generado un círculo virtuoso, como resultado de la voluntad política y el trabajo articulado de los Estados miembros, de la contribución activa de los movimientos de mujeres y feministas, y del apoyo del sistema de las Naciones Unidas y del sistema interamericano de protección de los derechos humanos que ha tenido como resultado un conjunto de acuerdos y consensos que constituyen la Agenda Regional de Género. Destaca el carácter acumulativo, con textos acordados de una enorme riqueza política y técnica que frente a contextos históricos, económicos y políticos diversos ha permitido que la agenda para el avance de los derechos de las mujeres latinoamericanas y caribeñas se haya sostenido y avanzado reconociendo su rol central en el desarrollo sostenible.
En 2016, con ocasión de la XIII Conferencia Regional sobre la Mujer de América Latina y el Caribe, los Estados miembros de la CEPAL reconocieron esta riqueza política y técnica y adoptaron la Estrategia de Montevideo para la Implementación de la Agenda Regional de Género en el Marco del Desarrollo Sostenible hacia 2030, cuyo objeto es guiar la implementación de esta Agenda y asegurar que se emplee como hoja de ruta con vistas a alcanzar el cumplimiento de la Agenda 2030 para el Desarrollo Sostenible desde la perspectiva de la igualdad de género, la autonomía y los derechos humanos de las mujeres.

### Movimientos de mujeres y feministas
Nosotras, mujeres feministas de América Latina y el Caribe, de diversos pueblos indígenas, afrodescendientes, del campo y la ciudad, mujeres lesbianas, bisexuales y trans, mujeres con discapacidad, trabajadoras sexuales y de diversos ámbitos y edades, reunidas en Montevideo en el Foro de Organizaciones Feministas (FOF)

 Así comienza la Declaración del Foro de Organizaciones Feministas (FOF) de 2016 en la XIII Conferencia y es también, la seña de identidad con la que se define a sí mismo este espacio diverso y plural que las organizaciones y redes de mujeres han logrado generar para incidir en las conferencias de la CEPAL.
Cada Conferencia Regional sobre la Mujer de América Latina y el Caribe es precedida por el FOF y se organiza a partir de paneles de debate sobre los principales temas de la Conferencia, de talleres donde se discuten estrategias y de plenarias que producen los acuerdos que alimentaran la Declaración a ser leída en la plenaria de la Conferencia oficial. El FOF es convocado por una coordinación de organizaciones del país sede, en articulación con la coordinación de redes regionales.

### Agenda regional de Género
Los países de América Latina y el Caribe durante çuatro décadas (desde la Primera Conferencia Regional sobre la Integración de la Mujer en el Desarrollo Económico y Social de América Latina, realizada en La Habana en 1977) han desarrollado un ejercicio único en el mundo al constituir un foro intergubernamental organizado con regularidad que constituye un espacio de diálogo, debate y análisis sobre la situación de las mujeres, sus derechos y autonomía. Este proceso regional en muchos momentos ha generado un círculo virtuoso, como resultado de la voluntad política y el trabajo articulado de los Estados miembros, de la contribución activa de los movimientos de mujeres y feministas, y del apoyo del sistema de las Naciones Unidas y del sistema interamericano de protección de los derechos humanos que ha tenido como resultado un conjunto de acuerdos o Consensos que constituyen la Agenda Regional de Género. Destaca el carácter acumulativo, con textos acordados de una enorme riqueza política y técnica que frente a contextos históricos, económicos y políticos diversos ha permitido que la agenda para el avance de los derechos de las mujeres latinoamericanas y caribeñas se haya sostenido y avanzado reconociendo su rol central en el desarrollo sostenible.

## Eventos y resultados
La Conferencia Regional sobre la Mujer de América Latina y el Caribe es un foro en el cual se reúnen cada tres años los gobiernos de toda la Región de América Latina y El Caribe y también representantes de la sociedad civil y muy especialmente, de los movimientos feministas y de mujeres. Entre muchas otras cosas, los gobiernos acuerdan la agenda de política pública sobre igualdad de género, que en cada Conferencia, refleja los énfasis del contexto social y político pero también las prioridades, tensiones y nuevos desafíos para la igualdad entre mujeres y hombres y entre distintos grupos de mujeres. Si bien cada uno de los consensos tiene particularidades, la lectura conjunta de todos ellos permite afirmar que se trata de documentos que no son aislados, que señalan las formas en que cambian los tiempos o indican las formas en que se reiteran o sofistican las demandas relativas a la igualdad. 
Estos acuerdos, denominados consenso desde 1997, representan un acumulado de política pública de un valor incalculable puesto que tienen un carácter acumulativo -ya que cada nuevo consenso reconoce el valor político y programático del anterior- y puesto que reflejan una producción ininterrumpida que han generado un cúmulo de lenguaje de enorme riqueza política y técnica que incorpora estándares elevados de derechos humanos de las mujeres. Así mismo, los consensos se enmarcan en las plataformas y programas de acción de las conferencias de las Naciones Unidas sobre la Mujer, sobre Población y Desarrollo, sobre derechos humanos y desarrollo social entre otras. Y se enmarcan también en los compromisos, estos si de carácter obligatorio, asumidos por los estados en instrumentos relativos a la igualdad de género, entre los que cabe destacar la Convención sobre la eliminación de todas las formas de discriminación contra la mujer y su Protocolo Facultativo, El Protocolo de San Salvador y la Convención Interamericana para prevenir, sancionar y erradicar la violencia contra la mujer.
De modo general, los acuerdos se concentran en las 3 autonomías que se han definido como las claves para la superación de las desigualdades estructurales de género así como para el ejercicio pleno de los derechos de las mujeres y contienen medidas dirigidas a: 
1. La autonomía económica (participación de las mujeres en el mercado laboral, valorización del trabajo doméstico no remunerado, economía del cuidado;
2. La autonomía física (violencia contra las mujeres, salud sexual y derechos sexuales y reproductivos);
3. La autonomía en la toma de decisiones (paridad y participación igualitaria en las tres esferas del poder). (CEPAL, 2013).

Finalmente, es importante mencionar las sinergias y los aspectos comunes que se observan entre los acuerdos y resoluciones de las distintas conferencias regionales (Mujer, Población, Estadísticas), y de manera muy especial con el Consenso de Montevideo en tanto incorporó una extensa lista de compromisos intergubernamentales en materia de igualdad de género –de hecho es el capítulo más extenso del consenso en cuanto a cantidad de acuerdos/medidas-, reflejando la forma en que los acuerdos sobre la mujer han permeado otros espacios y abonando al carácter acumulativo del lenguaje de consenso. Reflejando también la instauración de la transversalización del enfoque de igualdad de género en los diálogos intergubernamentales de distintas autoridades nacionales.

### El Consenso de Quito de 2007
En el año 2007 tuvo lugar en Quito la X Conferencia Regional sobre la Mujer de América Latina y el Caribe que tuvo como resultado el Consenso de Quito. El mismo reconoce a la división sexual del trabajo doméstico como estructurante de las desigualdades entre los géneros, ya que establece asimetrías de poder en lo público y lo privado; la asignación a ellos del mundo del trabajo remunerado y a ellas del trabajo no remunerado; a ellos el espacio público de representación y a ellas el doméstico. El Consenso de Quito reconoce la contribución de las mujeres a la economía y la protección social a través del trabajo no remunerado y la vinculación que esto tiene sobre la participación en los procesos de toma de decisiones.
Se reconocen los cuidados como históricamente generizados así como también asimetrías entre las mujeres con dependencia de los recursos materiales, la pertenencia étnico racial, su condición de migrantes, etc. El cuidado pasa a ser considerado un bien público que exige políticas públicas que reconozcan "la necesidad de la corresponsabilidad de los Estados, gobiernos locales, organizaciones, empresas y familias".
Junto con una democratización de los vínculos familiares, recuperando la consigna de los movimientos feministas de "democracia en el país y en la casa, o democracia en la calle, en la casa y en la cama", se propone una ampliación del concepto de democracia, con políticas que incorporen y comprometan la paridad como principio. El panel de paridad moderado por Nilcea Freire cuyo recuerdo empecinado persiste en nosotras, fue un punto alto del debate así como el párrafo sobre la necesidad de estados laicos que garanticen el ejercicio de los derechos de las humanas, junto con la creación de un observatorio de igualdad como un mecanismo de seguimiento de los compromisos asumidos.
En la Conferencia sobre la Mujer realizada en Quito en el 2007, el trabajo doméstico no remunerado fue, con justicia, el centro de la atención política, y fue también el flanco que se abrió para que el trabajo doméstico remunerado, y por lo tanto, los derechos de las trabajadoras domésticas, ganase visibilidad. Fue con ese objetivo que una articulación feminista regional repartió guantes de goma naranjas (como los que se usan para lavar platos y fregar pisos) con la leyenda “Las trabajadoras domésticas tienen derechos. No te laves las manos”. Al finalizar la Conferencia, Sonia Montaño, terminó su discurso levantando sus brazos enguantados e invitando a todas las participantes, vinieron de los gobiernos o de la sociedad civil, a involucrarse en esa lucha.

### El Consenso de Brasilia de 2010
En el año 2010 (13-16 de julio) tuvo lugar en Brasilia la Undécima Conferencia Regional sobre la Mujer de América Latina y el Caribe, en la que se acordó el Consenso de Brasilia. Esta Conferencia fue, como todas las de la última década y media un espacio de gran interés para los gobiernos, las agencias del sistema de las Naciones Unidas, la sociedad civil, y para la diversidad de los movimientos de mujeres y feministas de la región quienes en esta Conferencia presentaron la Declaración "Qué estado para que igualdad" que lleva el mismo nombre del documento principal de la Conferencia.
El Consenso, como es tradición, se basa y retoma, en muchos sentidos, la discusión principal propuesta para esta Conferencia Qué Estado para que Igualdad? que busca responder la pregunta sobre el papel del Estado en el logro de la igualdad de género en un momento en el que todavía existen desafíos si bien se han consolidado logros importantes. En este documento se aborda con especial énfasis el trabajo de las mujeres -con sus dos caras: el trabajo no remunerado y el remunerado- que va de la mano de varios ámbitos que conducen y regulan su vida.
Como todos los consensos, este se divide en dos grandes bloques: uno general -considerandos-, y otro específico que contiene los acuerdos o medidas concretas para la acción. En la primera parte, el Consenso de Brasilia ratifica por ejemplo, los consensos previos (en este caso el Consenso de Quito); señala hitos coyunturales como la Campaña del Secretario General de las Naciones Unidas "Únete para poner fin a la violencia contra las mujeres; resalta obstáculos -como por ejemplo los que existían para eliminar todas las formas de violencia contra las mujeres- o reconoce la contribución del movimiento de mujeres y feminista en la región. En la segunda parte, los acuerdos, este consenso trata 8 áreas o dimensiones estratégicas: 
1. Conquistar una mayor autonomía económica e igualdad en la esfera laboral,
2. fortalecer la ciudadanía de las mujeres,
3. ampliar la participación de las mujeres en los procesos de toma de decisiones y en las esferas de poder,
4. enfrentar todas las formas de violencia contra las mujeres,
5. facilitar el acceso de las mujeres a las nuevas tecnologías y promover medios de comunicación igualitarios, democráticos y no discriminatorios,
6. promover la salud integral y los derechos sexuales y reproductivos de las mujeres,
7. realizar actividades de capacitación, intercambio y difusión que permitan llamar formulación de políticas públicas basadas en los datos del Observatorio de Igualdad de Género de América Latina y el Caribe[20] y,
8. promover llamar cooperación internacional y regional para la equidad de género.

En estas áreas, los consensos definen medidas relativas a la formulación de marcos de política pública, marcos normativos o jurídicos, medidas para incrementar los recursos financieros, o acciones concretas que avancen la implementación de las políticas existentes. Y definen también, acciones estratégicas como la ampliación de licencias parentales -como parte de los objetivos para la garantía del derecho al cuidado-, o la garantía de igual remuneración por trabajo de igual valor entre mujeres y hombres y entre las propias mujeres, por poner algunos ejemplos. El Consenso de Brasilia, como todos los consensos, fue el resultado de los acuerdos que lograron los gobiernos tras largas horas de negociación. Sin embargo, estos consensos son posibles también porque están precedidos por importantes debates técnicos que tienen lugar en los paneles de las conferencias y en los eventos paralelos, o por los debates técnico políticos propiciados por la sociedad civil y las organizaciones feministas quienes en el foro previo afirmaron que "si la igualdad comienza a ser un horizonte posible en América Latina y el Caribe, es porque cuenta con la presencia de sujetos colectivos con capacidad de resistencia y autonomía para definir sus prioridades y proyectos emancipatorios. Las voces de todas las mujeres, indígenas, negras, blancas, rurales, urbanas, trabajadoras domésticas, discapacitadas, jóvenes, viejas, migrantes, lesbianas, transexuales han sido imprescindibles para repensar y demandar la igualdad, la justicia social y la democracia".

### Consenso de Santo Domingo de 2013
Como resultado de la XII Conferencia Regional sobre la Mujer de América Latina y el Caribe realizada en Santo Domingo, República Dominicana del 15 al 18 de octubre de 2013 se aprobó el Consenso de Santo Domingo por parte de los Estados miembros de la Comisión Económica para América Latina y el Caribe. 
El Consenso de Santo Domingo posicionó el tema de las tecnologías de la información y comunicación y la economía digital en la discusión de la agenda regional de las mujeres para la igualdad, tomando en cuenta que este paradigma digital ofrece nuevas oportunidades para el empoderamiento y las autonomías de las mujeres, pero también de los desafíos que deben ser encarados por los gobiernos, las organizaciones de mujeres y en general por toda la sociedad, para que apoyen los distintos procesos de construcción de la igualdad de género. El Consenso refleja las preocupaciones de las mujeres para que este nuevo escenario digital no profundice las desigualdades y la discriminación para las mujeres y las niñas, reflejándose en la brecha digital de género. 
El Consenso de Santo Domingo contiene 130 compromisos organizados en 6 áreas temáticas estratégicas, que expresan las acciones requeridas para seguir avanzando en la igualdad de género, el empoderamiento de las mujeres y en el logro de sus autonomías económica, física y en la toma de decisiones y una sesión final dedicada a tratar varios asuntos de carácter general. Estos acuerdos fueron el resultado de amplios y profundos debates entre las delegaciones participantes en la XII Conferencia Regional de gobiernos y sociedad civil y reflejan los avances, pero especialmente los desafíos y nudos que todavía persisten la agenda de las mujeres, en este momento con el ingrediente del tema digital para seguir avanzando en la agenda de derechos de las mujeres en la región.
La XII Conferencia y su Consenso constituyó un antecedente e influyó para que en la nueva Agenda 2030 para el Desarrollo Sostenible, aprobada en el 2015, se incorporara las TIC como parte del Objetivo 5 para la igualdad de las mujeres, como herramientas habilitadoras para las metas establecidas en este Objetivo y la hoja de ruta hacia la igualdad, como aliadas para «alcanzar la igualdad y ayudar a reducir las inequidades de género».
La primera área temática del Consenso se enfocó hacia las tecnologías de la información y las comunicaciones y se acordaron 52 compromisos dirigidos a la adopción de políticas públicas y otras acciones que impulsen la igualdad de género en el acceso y uso de las TIC y de la sociedad de la información, así como en los campos relacionados con la ciencia y la tecnología para todas las mujeres con un enfoque de derechos e interseccional, visibilizando que estas tecnologías deben beneficiar a todas las mujeres, sin discriminación de clase, edad, etnia, nacionalidad, estatus migratorio, orientación sexual, identidad de género, entre otros. Igualmente se acordó la necesidad de la transversalización de la perspectiva de género en las políticas públicas digitales, como en materia de ciencia, tecnología, producción científica y TIC, se acordó promover el desarrollo de habilidades y formación de las mujeres para que puedan tener un uso estratégico de estas tecnologías, así como de lograr mayor liderazgo y participación de las mujeres en los puestos de responsabilidad y toma de decisiones tanto en el sector público como privado. 
Las restantes áreas de acuerdos del Consenso de Santo Domingo se enfocaron en los siguientes aspectos: 
1. Empoderamiento económico de las mujeres, con 16 compromisos;
2. Salud sexual y la salud reproductiva de las mujeres, estableciéndose 11 acuerdos enmarcados desde la óptica de los derechos sexuales y derechos reproductivos y de las mujeres con enfoque de género y el compromiso de garantizar estos derechos para todas las mujeres a lo largo de todo su ciclo de vida;
3. La eliminación de la violencia contra las mujeres, fijándose 20 metas que van desde el compromiso con políticas nacionales y locales y medidas preventivas, penales, de protección y atención efectivas para la eliminación de la violencia contra las mujeres de todas las edades, raza, etnia, incluyendo el uso opción sexual, entre otras;
4. Igualdad de Género y empoderamiento de las mujeres para la participación política y la toma de decisiones, acordándose 9 compromisos que reflejan los desafíos y los obstáculos que siguen enfrentando las mujeres para un logro pleno de su autonomía en la toma de decisiones;
5. Focalizada en la igualdad de género y mecanismos para el empoderamiento de las mujeres con 10 metas para el fortalecimiento de la institucionalidad responsable de las políticas públicas para la igualdad, con presupuestos y recursos humanos adecuados y sistema de producción de información estadística efectivos, con perspectiva de género, que permitan datos desagregados por sexo y con indicadores de género para favorecer el empoderamiento y la toma de decisiones desde las mujeres, entre otras metas.

La sesión final con 12 acuerdos, estuvo dedicada identificar acciones generales y estratégicas para que los diferentes acuerdos producto del Consenso de Santo Domingo, así como los acuerdos anteriores se hagan realidad en los diferentes escenarios de naciones unidas regionales y mundiales.

### Estrategia de Montevideo de 2016
La Estrategia de Montevideo para la Implementación de la Agenda Regional de Género en el Marco del Desarrollo Sostenible Hacia 2030 fue aprobada por los Estados miembros de la CEPAL en la XIII Conferencia Regional sobre la Mujer de América Latina y el Caribe, realizada en Montevideo en octubre de 2016, poco más de un año después de la aprobación, por la Asamblea General de las Naciones Unidas, de la Agenda 2030 para el Desarrollo Sostenible en septiembre de 2015. 
La Estrategia de Montevideo es un compromiso político que tiene un doble objetivo: guiar la plena implementación de los acuerdos de la Conferencia Regional de la Mujer, consolidados en la Agenda Regional de Género, y asegurar que esos acuerdos se empleen como hoja de ruta para alcanzar el cumplimiento de los objetivos y metas de la Agenda 2030 a nivel regional desde la perspectiva de la igualdad de género, la autonomía y los derechos humanos de las mujeres. La Estrategia de Montevideo es un instrumento político-técnico para fortalecer el papel del Estado y las políticas públicas multidimensionales e integrales para alcanzar la igualdad de género en la región hasta 2030. Su éxito a nivel regional y su adaptación a nivel nacional y regional requiere de la participación activa de la sociedad civil en toda su diversidad, especialmente de organizaciones y movimientos de mujeres y feministas, jóvenes, indígenas, afrodescendientes, mujeres rurales, mujeres migrantes, adultas mayores, mujeres con discapacidad, personas lesbianas, gais, bisexuales, trans e intersexuales (LGBTI), los sindicatos, el ámbito académico, los y las defensores de derechos humanos. También supone la contribución del sector privado, a través de su actuación de conformidad con los derechos humanos de las mujeres y las normas laborales, ambientales, tributarias y de transparencia, así como la promoción de la igualdad de género y de la autonomía y empoderamiento de las mujeres.
Para alcanzar la igualdad de género es necesario superar nudos estructurales constitutivos de las actuales relaciones de poder en América Latina y el Caribe. Entre esos nudos están: 
1. la desigualdad socioeconómica y la persistencia de la pobreza;
2. los patrones culturales patriarcales discriminatorios y violentos y el predominio de la cultura del privilegio;
3. la división sexual del trabajo y la injusta organización social del cuidado;
4. la concentración del poder y las relaciones de jerarquía en el ámbito público.

Esos nudos se refuerzan mutuamente y generan complejos sistemas socioeconómicos, culturales y de creencias que obstaculizan y reducen el alcance de las políticas para la igualdad de género y la autonomía de las mujeres. Con el objetivo de erosionar esos nudos estructurales y avanzar hacia la igualdad sustantiva, la Estrategia de Montevideo establece 74 medidas, organizadas en 10 ejes de implementación: 
1. Marco normativo: igualdad y estado de derecho;
2. Institucionalidad; políticas multidimensionales e integrales de igualdad de género;
3. Participación popular y ciudadana: democratización de la política y las sociedades;
4. Construcción y fortalecimiento de capacidades estatales: gestión pública basada en la igualdad y la no discriminación;
5. Financiamiento: movilización de recursos suficientes y sostenibles para la igualdad de género;
6. Comunicación: acceso a la información y el cambio cultural;
7. Tecnología: hacia el gobierno electrónico y economías innovadoras e inclusivas;
8. Cooperación: hacia una gobernanza multilateral democrática;
9. Sistemas de información: transformar datos en información, información en conocimiento y conocimiento en decisión política;
10. Monitoreo, evaluación y rendición de cuentas: garantía de derechos y transparencia.

La Estrategia de Montevideo es hoy una referencia para los gobiernos y la sociedad civil de América Latina y el Caribe. El primer informe regional sobre el avance en su aplicación será presentado a la discusión en la XIV Conferencia sobre la MUjer de América Latina y el Caribe, que se desarrolló en Santiago de Chile de 27 a 31 de enero de 2020.

## Listado de Conferencias
Las conferencias se realizan desde 1977 con una periodicidad de 3 años.
| Conferencia                        | Fecha | Ciudad              | País Sede            |
| ---------------------------------- | ----- | ------------------- | -------------------- |
| Primera Conferencia Regional       | 1977  | La Habana           | Cuba                 |
| Segunda Conferencia Regional       | 1979  | Macuto              | Venezuela            |
| Tercera Conferencia Regional       | 1983  | Ciudad de México    | México               |
| Cuarta Conferencia Regional        | 1988  | Ciudad de Guatemala | Guatemala            |
| Quinta Conferencia Regional        | 1991  | Curaçao             | Países Bajos         |
| Sexta Conferencia Regional         | 1994  | Mar del Plata       | Argentina            |
| Séptima Conferencia Regional       | 1997  | Santiago            | Chile                |
| Octava Conferencia Regional        | 2000  | Lima                | Perú                 |
| Novena Conferencia Regional        | 2004  | Ciudad de México    | México               |
| Décima Conferencia Regional        | 2007  | Quito               | Ecuador              |
| Undécima Conferencia Regional      | 2010  | Brasilia            | Brasil               |
| Duodécima Conferencia Regional     | 2013  | Santo Domingo       | República Dominicana |
| Decimotercera Conferencia Regional | 2016  | Montevideo          | Uruguay              |
| Decimocuarta Conferencia Regional  | 2020  | Santiago de Chile   | Chile                |
| Decimoquinta Conferencia Regional  | 2022  | Buenos Aires        | Argentina            |
| Decimosexta Conferencia Regional   | 2025  | Ciudad de México    | México               |